# Konwencja o zapobieganiu i zwalczaniu przemocy wobec kobiet i przemocy domowej

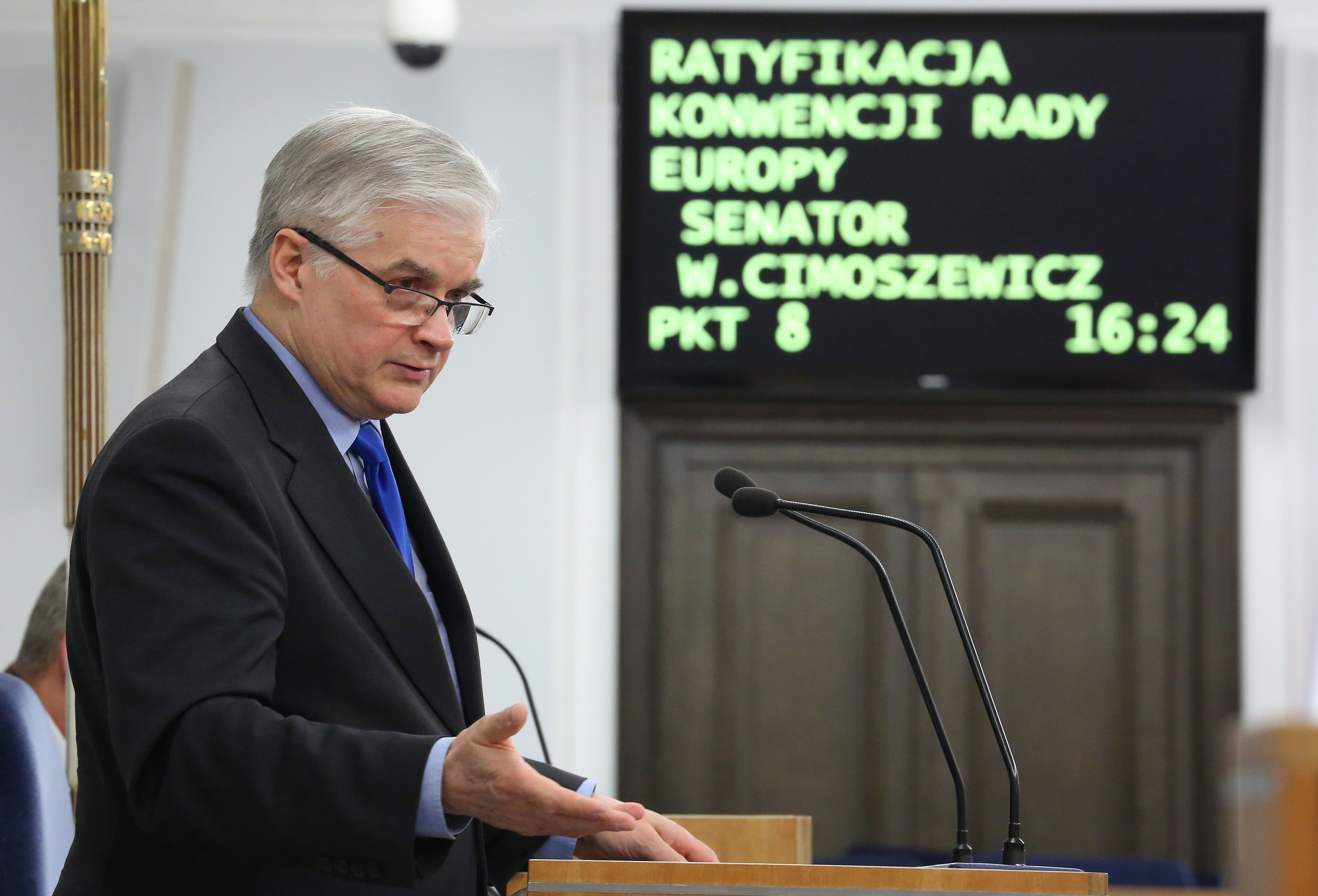
Włodzimierz Cimoszewicz podczas debaty nad ustawą o ratyfikacji Konwencji, 71. posiedzenie Senatu VIII kadencji (2015)

Konwencja o zapobieganiu i zwalczaniu przemocy wobec kobiet i przemocy domowej (ang. Convention on preventing and combating violence against women and domestic violence), potocznie konwencja stambulska (ang. Istanbul Convention) – konwencja o ochronie praw człowieka opracowana przez Radę Europy w celu zwalczania przemocy wobec kobiet i przemocy domowej, która została udostępniona do podpisu w dniu 11 maja 2011 r. w Stambule w Turcji. Konwencja ma na celu przeciwdziałanie przemocy, ochronę ofiar oraz „położenie kresu bezkarności sprawców”. Do 2020 r. została ona podpisana przez 45 państw oraz Unię Europejską. Z dniem 14 marca 2012 r. Turcja stała się pierwszym państwem, które ratyfikowało konwencję, a następnie w latach 2013–2019 ratyfikowały ją kolejne 33 państwa.

## Charakterystyka Konwencji

### Główne postanowienia
Konwencja stwarza ramy dla prawnego przeciwdziałania wszelkim formom przemocy wobec kobiet na poziomie europejskim, a także zapobiegania, ścigania i likwidowania przemocy wobec kobiet oraz przemocy domowej. Konwencja zapewnia także specjalny mechanizm monitoringu, by zadbać o efektywne wdrożenie jej przepisów przez strony, które ją ratyfikowały.
W 2012 roku Europejski Komitet Ekonomiczno-Społeczny sporządził opinię, w której wezwał państwa członkowskie Unii Europejskiej do szybkiego podpisania, ratyfikowania i wdrożenia Konwencji. Według tej opinii:

Jest ona pierwszym wiążącym prawnie instrumentem międzynarodowym, tworzącym globalne ramy prawne na rzecz zapobiegania przemocy, ochrony ofiar i karania sprawców. Konwencja jest wezwaniem do większej równości między kobietami a mężczyznami, ponieważ przemoc wobec kobiet jest głęboko osadzona w nierównościach między płciami oraz utrwalana przez patriarchalną kulturę i obojętność wobec tego zjawiska. Konwencja uwzględnia wszystkie rodzaje przemocy (przemoc fizyczną i psychologiczną, wykorzystywanie seksualne, wymuszone małżeństwo, okaleczanie narządów płciowych kobiet, nękanie, wymuszanie sterylizacji lub aborcji), bez względu na wiek, pochodzenie etniczne lub narodowość, religię, pochodzenie społeczne, sytuację migracji lub orientację seksualną ofiary.

Konwencja uznaje strukturalny charakter przemocy wobec kobiet za przemoc ze względu na płeć, oraz fakt, że przemoc wobec kobiet stanowi jeden z podstawowych mechanizmów społecznych, za pomocą którego kobiety są spychane na podległą wobec mężczyzn pozycję (preambuła). Ma być zastosowana do wszelkich form przemocy wobec kobiet, w tym przemocy domowej (art. 2.1). Konwencja uznaje, że kobiety i dziewczęta są narażone na przemoc ze względu na płeć bardziej niż mężczyźni i chłopcy, ale ma być zastosowana do wszystkich ofiar przemocy domowej, niezależnie od płci (art. 2.2). Strony Konwencji zobowiązują się m.in. do działań profilaktycznych, m.in. do tego, że podejmą konieczne działania zachęcające społeczeństwo, a w szczególności mężczyzn i chłopców, do aktywnego udziału w zapobieganiu wszelkim formom przemocy (art. 12.1). Konwencja ma mieć zastosowanie zarówno w czasie pokoju, jak i w sytuacjach konfliktów zbrojnych (art. 2.3).

### Struktura
Konwencja zawiera 81 artykułów podzielonych na 12 rozdziałów. Struktura dokumentu opiera się na czterech kwestiach: profilaktyka; ochrona i wsparcie dla ofiar; ściganie przestępców i polityka integracyjna. W każdym obszarze przewidziano szereg specyficznych sposobów działania. Konwencja ustanawia również obowiązki w zakresie gromadzenia danych i wspierania badań w dziedzinie przemocy wobec kobiet (art. 11).
Preambuła przywołuje Europejską Konwencję Praw Człowieka, Europejską Kartę Społeczną, Konwencję o ochronie dzieci przed seksualnym wykorzystywaniem i Konwencję w sprawie działań przeciwko handlowi ludźmi, jak również międzynarodowe traktaty dotyczące praw człowieka zawarte przez Organizację Narodów Zjednoczonych oraz IV konwencję genewską o ochronie osób cywilnych w czasie wojny (1949) i Rzymski Statut Międzynarodowego Trybunału Karnego. W art. 2 niniejszej konwencji wskazano, że postanowienia te mają zastosowanie w czasie pokoju, a także w sytuacjach konfliktów zbrojnych w zakresie przemocy wobec kobiet i przemocy domowej.
Artykuł 3 zawiera definicje kluczowych terminów:
- „przemoc wobec kobiet” rozumie się jako naruszenie praw człowieka oraz formę dyskryminacji kobiet, w tym wszelkie akty przemocy ze względu na płeć, które prowadzą lub mogą prowadzić do fizycznej, seksualnej, psychologicznej lub ekonomicznej szkody lub cierpienia kobiet, w tym również groźby takich aktów, sytuacje przymusu lub arbitralnego pozbawienia wolności, zarówno w życiu publicznym, jak i prywatnym;
- „przemoc domowa” oznacza wszelkie akty fizycznej, seksualnej, psychologicznej lub ekonomicznej przemocy występujące w rodzinie lub gospodarstwie domowym lub pomiędzy byłymi lub obecnymi małżonkami lub partnerami, niezależnie od tego, czy sprawca i ofiara dzielą miejsce zamieszkania, czy też nie;
- „płeć społeczno-kulturowa” oznacza społecznie skonstruowane role, zachowania, działania i atrybuty, które dane społeczeństwo uznaje za odpowiednie dla kobiet lub mężczyzn;
- „przemoc wobec kobiet ze względu na płeć” oznacza przemoc skierowaną przeciwko kobiecie ze względu na jej płeć lub taką przemoc, która w szczególności dotyka kobiety;

Artykuł 4 zakazuje szeregu rodzajów dyskryminacji stwierdzając: „Wdrożenie przepisów niniejszej konwencji przez Strony, w szczególności środków chroniących prawa ofiar, zostanie zagwarantowane bez dyskryminacji ze względu na: płeć biologiczną, płeć kulturowo-społeczną, rasę, kolor skóry, język, religię, poglądy polityczne i inne, pochodzenie narodowe lub społeczne, przynależność do mniejszości narodowej, własność, urodzenie, orientację seksualną, tożsamość płciową, wiek, stan zdrowia, niepełnosprawność, stan cywilny, status uchodźcy lub migranta lub inny”.
Konwencja nakazuje ścigać następujące czyny:
- przemoc psychiczna (art. 33)
- stalking (art. 34)
- przemoc fizyczna (art. 35)
- przemoc seksualna, w tym zgwałcenie (art. 36)
- wymuszone małżeństwo (art. 37), przy czym uznanie takiego małżeństwa za niebyłe winno nastąpić bez nieuzasadnionego obciążenia finansowego lub administracyjnego dla ofiary (art. 32)
- okaleczanie żeńskich narządów płciowych (art. 38)
- wymuszona aborcja lub sterylizacja kobiet (art. 39)
- napastowanie seksualne (art. 40)

Zgodnie z art. 42 zakazane jest usprawiedliwianie przemocy względami kulturowymi, zwyczajowymi, religijnymi, tradycyjnymi ani tzw. względami „honoru”. Dotyczy to zwłaszcza twierdzeń, jakoby ofiara przekroczyła kulturowe, religijne, społeczne lub tradycyjne normy lub zwyczaje stanowiące kryteria właściwego zachowania.

## Zobowiązania nałożone na państwa w kwestii zapobiegania i zwalczania przemocy seksualnej
Państwa, które ratyfikują Konwencję są zobowiązane do:
- zmiany prawa, tak by definicja przestępstwa przemocy seksualnej opierała się na braku zgody osoby pokrzywdzonej (art. 36);
- zagwarantowania, że prawo jest stosowane do przestępców seksualnych również wtedy, gdy pokrzywdzonymi są ich obecne lub byłe żony lub partnerki (art. 36);
- regularnego zbierania odnośnych, zdezagregowanych danych statystycznych na temat przestępczości seksualnej (art. 11);
- zapewnienia specjalistycznej pomocy ofiarom przemocy seksualnej (roz. IV);
- inwestowania w działania zapobiegające przemocy seksualnej poprzez podnoszenie świadomości społecznej, edukację, media i zaangażowanie organizacji pozarządowych (roz. III);
- promowania dostępu ofiar do wymiaru sprawiedliwości, zwłaszcza poprzez zagwarantowanie, że:
  - ściganie przemocy seksualnej nie jest w pełni uzależnione od wniosku o ściganie złożonego przez ofiarę (art. 55);
  - dowody odnoszące się do historii seksualnej ofiary są dopuszczalne jedynie wtedy, gdy jest to konieczne (art. 54), gdyż bywa, że tego typu dowody używane są do tego, by podważyć brak zgody ofiary, jej wiarygodność i szacunek do niej;
  - obowiązkowość alternatywnych rozwiązań wobec procesu karnego, włącznie z mediacją pomiędzy sprawcą i ofiarą, jest zakazana (art. 48);
  - ofiary są chronione na każdym etapie postępowania karnego (art. 56);
  - ofiary mają dostęp do darmowej pomocy prawnej (art. 57)[10].

## Procedowanie Konwencji
podpisały i ratyfikowały konwencję
     podpisały konwencję
     nie podpisały konwencji (należą do Rady Europy)
     cofnęły ratyfikację
     nie podpisały konwencji (nie należą do Rady Europy)

Państwa, które:
podpisały i ratyfikowały konwencję
podpisały konwencję
nie podpisały konwencji (należą do Rady Europy)
cofnęły ratyfikację
nie podpisały konwencji (nie należą do Rady Europy)

Konwencja została podpisana przez Unię Europejską i 45 państw: Albanię, Andorę, Armenię, Austrię, Belgię, Bośnię i Hercegowinę, Bułgarię, Czarnogórę, Chorwację, Cypr, Czechy, Danię, Estonię, Finlandię, Francję, Grecję, Gruzję, Hiszpanię, Holandię, Irlandię, Islandię, Litwę, Liechtenstein, Luksemburg, Łotwę, Macedonię Północną, Maltę, Mołdawię, Monako, Niemcy, Norwegię, Polskę, Portugalię, Rumunię, San Marino, Serbię, Słowację, Słowenię, Szwajcarię, Szwecję, Turcję, Ukrainę, Węgry, Włochy i Wielką Brytanię.
Konwencja weszła w życie 1 sierpnia 2014, gdyż została ratyfikowana przez przynajmniej 10 państw, w tym 8 państw członkowskich Rady Europy. Dokument został ratyfikowany i obowiązuje w 34 państwach. Są to: Albania, Andora, Austria, Belgia, Bośnia i Hercegowina, Chorwacja, Cypr, Czarnogóra, Dania, Estonia, Finlandia, Francja, Grecja, Gruzja, Hiszpania, Holandia, Irlandia, Islandia, Luksemburg, Macedonia Północna, Malta, Monako, Niemcy, Norwegia, Portugalia, Rumunia, San Marino, Serbia, Słowenia, Szwajcaria, Szwecja, Turcja, Włochy i Polska.
| Sygnatariusz         | Data podpisania           | Data ratyfikacji          | Data wejścia w życie     | Data Wypowiedzenia |
| -------------------- | ------------------------- | ------------------------- | ------------------------ | ------------------ |
| Albania              | 19 grudnia 2011(dts)      | 4 lutego 2013(dts)        | 1 sierpnia 2014(dts)     | –                  |
| Andora               | 22 lutego 2013(dts)       | 22 kwietnia 2014(dts)     | 1 sierpnia 2014(dts)     | –                  |
| Armenia              | 18 stycznia 2018(dts)     | –                         | –                        | –                  |
| Austria              | 11 maja 2011(dts)         | 14 listopada 2013(dts)    | 1 sierpnia 2014(dts)     | –                  |
| Belgia               | 11 września 2012(dts)     | 14 marca 2016(dts)        | 1 lipca 2016(dts)        | –                  |
| Bośnia i Hercegowina | 8 marca 2013(dts)         | 7 listopada 2013(dts)     | 1 sierpnia 2014(dts)     | –                  |
| Bułgaria             | 21 kwietnia 2016(dts)     | –                         | –                        | –                  |
| Chorwacja            | 22 stycznia 2013(dts)     | 12 czerwca 2018(dts)      | 1 października 2018(dts) | –                  |
| Cypr                 | 16 czerwca 2015(dts)      | 10 listopada 2017(dts)    | 1 marca 2018(dts)        | –                  |
| Czarnogóra           | 11 maja 2011(dts)         | 22 kwietnia 2013(dts)     | 1 sierpnia 2014(dts)     | –                  |
| Czechy               | 2 maja 2016(dts)          | –                         | –                        | –                  |
| Dania                | 11 października 2013(dts) | 23 kwietnia 2014(dts)     | 1 sierpnia 2014(dts)     | –                  |
| Estonia              | 2 grudnia 2014(dts)       | 26 października 2017(dts) | 1 lutego 2018(dts)       | –                  |
| Finlandia            | 11 maja 2011(dts)         | 17 kwietnia 2015(dts)     | 1 sierpnia 2015(dts)     | –                  |
| Francja              | 11 maja 2011(dts)         | 4 lipca 2014(dts)         | 1 listopada 2014(dts)    | –                  |
| Grecja               | 11 maja 2011(dts)         | 18 czerwca 2018(dts)      | 1 października 2018(dts) | –                  |
| Gruzja               | 19 czerwca 2014(dts)      | 19 maja 2017(dts)         | 1 września 2017(dts)     | –                  |
| Hiszpania            | 11 maja 2011(dts)         | 10 kwietnia 2014(dts)     | 1 sierpnia 2014(dts)     | –                  |
| Holandia             | 14 listopada 2012(dts)    | 18 listopada 2015(dts)    | 1 marca 2016(dts)        | –                  |
| Islandia             | 11 maja 2011(dts)         | 26 kwietnia 2018(dts)     | 1 sierpnia 2018(dts)     | –                  |
| Irlandia             | 5 listopada 2015(dts)     | 8 marca 2019(dts)         | 1 lipca 2019(dts)        | –                  |
| Niemcy               | 11 maja 2011(dts)         | 12 października 2017(dts) | 1 lutego 2018(dts)       | –                  |
| Liechtenstein        | 10 listopada 2016(dts)    | –                         | –                        | –                  |
| Litwa                | 7 czerwca 2013(dts)       | –                         | –                        | –                  |
| Luksemburg           | 11 maja 2011(dts)         | 7 sierpnia 2018(dts)      | 1 grudnia 2018(dts)      | –                  |
| Łotwa                | 18 maja 2016(dts)         | –                         | –                        | –                  |
| Macedonia Północna   | 8 lipca 2011(dts)         | 23 marca 2018(dts)        | 1 lipca 2018(dts)        | –                  |
| Malta                | 21 maja 2012(dts)         | 29 lipca 2014(dts)        | 1 listopada 2014(dts)    | –                  |
| Mołdawia             | 6 lutego 2017(dts)        | –                         | –                        | –                  |
| Monako               | 20 września 2012(dts)     | 7 października 2014(dts)  | 1 lutego 2015(dts)       | –                  |
| Norwegia             | 7 lipca 2011(dts)         | 5 lipca 2017(dts)         | 1 listopada 2017(dts)    | –                  |
| Polska               | 18 grudnia 2012(dts)      | 27 kwietnia 2015(dts)     | 1 sierpnia 2015(dts)     | –                  |
| Portugalia           | 11 maja 2011(dts)         | 5 lutego 2013(dts)        | 1 sierpnia 2014(dts)     | –                  |
| Rumunia              | 27 czerwca 2014(dts)      | 23 maja 2016(dts)         | 1 września 2016(dts)     | –                  |
| San Marino           | 30 kwietnia 2014(dts)     | 28 stycznia 2016(dts)     | 1 maja 2016(dts)         | –                  |
| Serbia               | 4 kwietnia 2012(dts)      | 21 listopada 2013(dts)    | 1 sierpnia 2014(dts)     | –                  |
| Słowacja             | 11 maja 2011(dts)         | –                         | –                        | –                  |
| Słowenia             | 8 września 2011(dts)      | 5 lutego 2015(dts)        | 1 czerwca 2015(dts)      | –                  |
| Szwajcaria           | 11 września 2013(dts)     | 14 grudnia 2017(dts)      | 1 kwietnia 2018(dts)     | –                  |
| Szwecja              | 11 maja 2011(dts)         | 1 lipca 2014(dts)         | 1 listopada 2014(dts)    | –                  |
| Turcja               | 11 maja 2011(dts)         | 14 marca 2012(dts)        | 1 sierpnia 2014(dts)     | 22 marca 2021(dts) |
| Ukraina              | 7 listopada 2011(dts)     | –                         | –                        | –                  |
| Unia Europejska      | 13 czerwca 2017(dts)      | –                         | –                        | –                  |
| Węgry                | 14 marca 2014(dts)        | –                         | –                        | –                  |
| Wielka Brytania      | 8 czerwca 2012(dts)       | –                         | –                        | –                  |
| Włochy               | 27 września 2012(dts)     | 10 września 2013(dts)     | 1 sierpnia 2014(dts)     | –                  |

### Odrzucenie przez Trybunał Konstytucyjny Bułgarii
27 lipca 2018 roku Trybunał Konstytucyjny Bułgarii wydał orzeczenie, w którym wypowiedział się przeciw ratyfikowaniu przez kraj Konwencji. Według tego orzeczenia, Konwencja zaciera granice między płciami, a jej przepisy są wewnętrznie sprzeczne.

### Odrzucenie przez Narodową Radę Słowacji
25 lutego 2020 parlament Słowacji sprzeciwił się ratyfikacji Konwencji. Słowaccy krytycy podkreślali, że nie zajmuje się ona jedynie zapobieganiem przemocy wobec kobiet, ale wprowadza nową definicję małżeństwa.

### W Polsce
Prezydent Bronisław Komorowski ratyfikował konwencję 13 kwietnia 2015 r. na podstawie ustawy z 6 lutego 2015 r. Jak poinformował PAP Andrew Cutting z biura prasowego Rady Europy, 27 kwietnia 2015 r. Polska złożyła dokumenty ratyfikacyjne i formalnie stała się 18. krajem, który związał się konwencją. Informację o złożeniu dokumentów PAP potwierdziła w Stałym Przedstawicielstwie RP przy Radzie Europy w Strasburgu. Oświadczenie rządowe w sprawie ratyfikacji konwencji wydano 30 kwietnia 2015 r.
Fundacja Ordo Iuris w raporcie z 2014 roku zarzuca Konwencji ignorowanie lub marginalizację istotnych czynników warunkujących zachowania przemocowe, takich jak uzależnienia (w szczególności alkoholizm), rozpad rodziny i innych wspólnot wzajemnego wsparcia, czy też obecność przemocy i przedmiotowego przedstawiania kobiecej seksualności w mediach. Zamiast tego autorzy Konwencji mają dopatrywać się źródła przemocy w istnieniu różnic w społeczno-kulturowych formach wyrażania się kobiecości i męskości (określanymi mianem stereotypów). Rozwiązania konwencyjne, zdaniem krytyków, mają zatem otwierać furtkę do kwestionowania i negacji tradycyjnego modelu rodziny.
Natomiast portal Stowarzyszenia Demagog w 2020 precyzował wręcz, że „główna treść dokumentu skupia się jednak na [...] poszukiwaniu sposobów zwalczania przemocy seksualnej, fizycznej, psychologicznej, a także ekonomicznej [...]. W myśl Konwencji edukowanie ma mieć na celu przełamywanie stereotypów i krzywdzących uprzedzeń wobec kobiet, tak aby unikać przemocy wobec nich, a nie przekazywanie dzieciom i młodzieży nowych, zmienionych definicji płci oraz ich ról”. Ponadto, jak podkreślał portal, „Konwencja nie wprowadza także obowiązku edukowania o rodzinach tworzonych przez pary homoseksualne”.
W lipcu 2020 r. polski minister sprawiedliwości Zbigniew Ziobro zadeklarował rozpoczęcie procesu formalnego wycofania się z konwencji. Powiedział, że traktat jest szkodliwy, ponieważ wymaga od szkół nauczania dzieci o płci w sposób ideologiczny i dewaluuje płeć biologiczną. Słowa te wywołały protesty w kilku polskich miastach, m.in. w Warszawie, gdzie przed siedzibą fundacji Ordo Iuris odbyła się demonstracja ok. 2000 osób. Do sekretarz generalnej Rady Europy Marii Pejčinović Burić został wystosowany list 33 polskich organizacji oświatowych, w którym sprzeciwiono się planom wypowiedzenia konwencji przez Polskę, a tezy ministra sprawiedliwości odnoszące się do praktyki szkolnej określono jako „nieprawdziwe i oparte na manipulacji”. Sama sekretarz generalna w specjalnym oświadczeniu nazwała doniesienia o planach wypowiedzenia konwencji „alarmującymi” oraz stwierdziła, że takie działanie „byłoby godne ubolewania i stanowiłoby duży krok wstecz w ochronie kobiet przed przemocą w Europie”, jednocześnie deklarując chęć współpracy przy wyjaśnieniu jakichkolwiek wątpliwości co do treści dokumentu. Deklaracje co do wycofania się Polski z konwencji zostały również skrytykowane przez niektórych eurodeputowanych oraz Rzecznika Praw Obywatelskich Adama Bodnara, który wezwał do „zaprzestania podważania autorytetu Konwencji i zaniechania wszelkich prac zmierzających do jej wypowiedzenia”.
27 lipca 2020 roku Ministerstwo Sprawiedliwości skierowało do Ministerstwa Rodziny, Pracy i Polityki Społecznej wniosek o podjęcie prac nad wypowiedzeniem konwencji stambulskiej. 30 lipca premier Mateusz Morawiecki zadecydował o skierowaniu do Trybunału Konstytucyjnego wniosku o zbadanie zgodności konwencji z Konstytucją RP. 30 stycznia 2024 premier Donald Tusk podjął decyzję o wycofaniu tego wniosku.

### Wypowiedzenie konwencji przez Turcję
20 marca 2021 prezydent Recep Tayyip Erdoğan wydał dekret, w którym unieważnił ratyfikację konwencji przez Turcję. 22 marca Rada Europy przyjęła zawiadomienie w tej sprawie, informując, że decyzja prezydenta wejdzie w życie 1 lipca 2021. Decyzja spotkała się z krytyką ze strony sekretarz generalnej Rady Europy Marii Pejčinović Burić, która nazwała ją „druzgocącą”, szefa unijnej dyplomacji Josepa Borrella, szefowej Komisji Europejskiej Ursuli von der Leyen oraz prezydenta USA Joego Bidena, który określił ją jako „głęboko rozczarowującą”. Decyzję prezydenta potępili przedstawiciele tureckiej opozycji zasiadający w Zgromadzeniu Parlamentarnym Rady Europy, ponadto w całym kraju odbyły się manifestacje przeciwników wypowiedzenia konwencji.
Turecka minister ds. rodziny, pracy i opieki społecznej Zehra Zümrüt Selçuk oświadczyła, że przemoc wobec kobiet jest zbrodnią przeciwko ludzkości, a rząd będzie kontynuował walkę z nią, stosując zasadę „zero tolerancji”. Zwolennicy wypowiedzenia konwencji twierdzili, że jej przepisy promują homoseksualizm oraz zachęcają do rozwodów, podważając „świętą” instytucję rodziny.

## Wybrane poprawki zgłoszone do Konwencji przez państwa
W trakcie procedowania Konwencji część państw europejskich zgłosiła poprawki do dokumentu.

### Polska
Polska, podobnie jak Rosja, zgłosiła zastrzeżenia do artykułu 21, gwarantującego udzielenie pomocy przez państwo w składaniu indywidualnych lub zbiorowych skarg przez ofiary przemocy. Zdaniem władz polskich państwo nie powinno być zobowiązane do pomagania obywatelom w tej sprawie.

### Rosja
Rosja chciała zlikwidować sformułowanie, że gender i orientacja seksualna są niedopuszczalnymi podstawami dyskryminacji kobiet (art. 4). Poza tym Rosja chciała usunięcia artykułu 21, gwarantującego udzielenie pomocy w składaniu indywidualnych lub zbiorowych skarg przez ofiary przemocy. Zdaniem Rosji państwo nie powinno być zobowiązane do pomagania w tej sprawie.

### Wielka Brytania
Wielka Brytania chciała, by Konwencja nie miała zastosowania w sytuacji konfliktu zbrojnego (art. 2) oraz by przemoc wobec kobiet nie była określona jako pogwałcenie praw człowieka (art. 3). Poza tym Wielka Brytania chciała usunięcia sformułowania o prawie do życia wolnego od przemocy (art. 4), a także obowiązku dochowania właściwej rzetelności w kontekście odpowiedzialności państwa za przestrzeganie postanowień Konwencji. Zgodnie z kolejną poprawką Wielkiej Brytanii, państwa nie miałyby obowiązku podjęcia działań zapobiegających promowaniu przemocy wobec kobiet w komunikatach medialnych (art. 17). Zamiast tego mogłyby zachęcać sektor prywatny i media, by tej przemocy nie promowały. Z artykułu 37 Wielka Brytania chciała wykreślić kryminalizację małżeństw wymuszonych, zawieranych przez osoby dorosłe lub dzieci. Wielka Brytania chciała także, by przemoc seksualna była kryminalizowana tylko wtedy, jeśli zachowanie przemocowe ma zarówno zamysł, jak i przynosi efekt przemocy, podczas gdy projekt Rady Europy zakłada, że wystarczy zamysł lub efekt, a nie dwa warunki łącznie (art. 40).

### Włochy
Włochy chciały dopisać do artykułu 59, by ofiary przemocy mające status migrantek, otrzymywały odnawialną zgodę na pobyt w kraju zgodnie z literą prawa wewnętrznego. Poza tym Włochy chciały, by migrantki – ofiary przymusowych małżeństw, które utraciły poprzednie obywatelstwo w wyniku zawarcia związku, mogły odzyskać je z pomocą państwa tylko pod warunkiem, że ich małżeństwo zostało zakończone lub anulowane.